# Eyes Closed
Eyes Closed is een nummer van de Engelse singer-songwriter Ed Sheeran. Het werd op 24 maart 2023 uitgebracht via Asylum en Atlantic Records als de eerste single van zijn komende vijfde studioalbum, - ("Subtract"). Het nummer is geschreven door Sheeran, Max Martin, Shellback en Fred Again en geproduceerd door Aaron Dessner, Martin, Shellback en Fred Again. "Eyes Closed" kwam bovenaan de UK Singles Chart binnen.
Sheeran kondigde het nummer naast het album aan op 1 maart 2023, waardoor er verschillende pre-ordermogelijkheden ontstonden. Op 9 maart deelde hij een preview van het nummer op zijn socials, waarbij hij delen van het nummer uitvoerde op een akoestische gitaar en piano. In een TikTok die op dezelfde dag werd gepost, werd onthuld dat dit de eerste single van het album zal zijn. Het nummer zou een eerbetoon zijn aan zijn voormalige muziekondernemer en goede vriend Jamal Edwards, die in februari 2022 overleed aan een overdosis drugs. Over het verlies gesproken, onthulde Sheeran: "Blauw was de kleur van Jamal, maar nu is alles wat ik voel. En ik denk dat muziek helpt genezen, dus ik dans met mijn ogen dicht om er doorheen te komen". Hij noemde zijn gevoelens van "angst, depressie en angst" als inspiratie achter het nummer.

## Hitnoteringen

### Nederlandse Top 40
| Hitnotering: 01-04-2023 tot heden | Hitnotering: 01-04-2023 tot heden | Hitnotering: 01-04-2023 tot heden | Hitnotering: 01-04-2023 tot heden | Hitnotering: 01-04-2023 tot heden | Hitnotering: 01-04-2023 tot heden | Hitnotering: 01-04-2023 tot heden | Hitnotering: 01-04-2023 tot heden | Hitnotering: 01-04-2023 tot heden | Hitnotering: 01-04-2023 tot heden | Hitnotering: 01-04-2023 tot heden | Hitnotering: 01-04-2023 tot heden | Hitnotering: 01-04-2023 tot heden | Hitnotering: 01-04-2023 tot heden | Hitnotering: 01-04-2023 tot heden | Hitnotering: 01-04-2023 tot heden | Hitnotering: 01-04-2023 tot heden |
| Week:                             | 1                                 | 2                                 | 3                                 | 4                                 | 5                                 | 6                                 | 7                                 | 8                                 | 9                                 | 10                                | 11                                | 12                                | 13                                | 14                                | 15                                | 16                                |
| --------------------------------- | --------------------------------- | --------------------------------- | --------------------------------- | --------------------------------- | --------------------------------- | --------------------------------- | --------------------------------- | --------------------------------- | --------------------------------- | --------------------------------- | --------------------------------- | --------------------------------- | --------------------------------- | --------------------------------- | --------------------------------- | --------------------------------- |
| Positie:                          | 23                                | 15                                | 14                                | 14                                | 14                                | 14                                | 13                                | 15                                | 11                                | 10                                | 9                                 | 8                                 | 8                                 | 11                                | 13                                | 15                                |

### NederlandseSingle Top 100
| Hitnotering: 01-04-2023 tot heden | Hitnotering: 01-04-2023 tot heden | Hitnotering: 01-04-2023 tot heden | Hitnotering: 01-04-2023 tot heden | Hitnotering: 01-04-2023 tot heden | Hitnotering: 01-04-2023 tot heden | Hitnotering: 01-04-2023 tot heden | Hitnotering: 01-04-2023 tot heden | Hitnotering: 01-04-2023 tot heden | Hitnotering: 01-04-2023 tot heden | Hitnotering: 01-04-2023 tot heden | Hitnotering: 01-04-2023 tot heden | Hitnotering: 01-04-2023 tot heden | Hitnotering: 01-04-2023 tot heden | Hitnotering: 01-04-2023 tot heden | Hitnotering: 01-04-2023 tot heden | Hitnotering: 01-04-2023 tot heden |
| Week:                             | 1                                 | 2                                 | 3                                 | 4                                 | 5                                 | 6                                 | 7                                 | 8                                 | 9                                 | 10                                | 11                                | 12                                | 13                                | 14                                | 15                                | 16                                |
| --------------------------------- | --------------------------------- | --------------------------------- | --------------------------------- | --------------------------------- | --------------------------------- | --------------------------------- | --------------------------------- | --------------------------------- | --------------------------------- | --------------------------------- | --------------------------------- | --------------------------------- | --------------------------------- | --------------------------------- | --------------------------------- | --------------------------------- |
| Positie:                          | 31                                | 27                                | 18                                | 25                                | 34                                | 31                                | 12                                | 25                                | 29                                | 27                                | 28                                | 32                                | 30                                | 30                                | 25                                | 31                                |

### VlaamseUltratop 50
| Hitnotering: 01-04-2023 tot 23-09-2023 | Hitnotering: 01-04-2023 tot 23-09-2023 | Hitnotering: 01-04-2023 tot 23-09-2023 | Hitnotering: 01-04-2023 tot 23-09-2023 | Hitnotering: 01-04-2023 tot 23-09-2023 | Hitnotering: 01-04-2023 tot 23-09-2023 | Hitnotering: 01-04-2023 tot 23-09-2023 | Hitnotering: 01-04-2023 tot 23-09-2023 | Hitnotering: 01-04-2023 tot 23-09-2023 | Hitnotering: 01-04-2023 tot 23-09-2023 | Hitnotering: 01-04-2023 tot 23-09-2023 | Hitnotering: 01-04-2023 tot 23-09-2023 | Hitnotering: 01-04-2023 tot 23-09-2023 | Hitnotering: 01-04-2023 tot 23-09-2023 | Hitnotering: 01-04-2023 tot 23-09-2023 | Hitnotering: 01-04-2023 tot 23-09-2023 | Hitnotering: 01-04-2023 tot 23-09-2023 |
| Week:                                  | 1                                      | 2                                      | 3                                      | 4                                      | 5                                      | 6                                      | 7                                      | 8                                      | 9                                      | 10                                     | 11                                     | 12                                     | 13                                     | 14                                     | 15                                     | 16                                     |
| -------------------------------------- | -------------------------------------- | -------------------------------------- | -------------------------------------- | -------------------------------------- | -------------------------------------- | -------------------------------------- | -------------------------------------- | -------------------------------------- | -------------------------------------- | -------------------------------------- | -------------------------------------- | -------------------------------------- | -------------------------------------- | -------------------------------------- | -------------------------------------- | -------------------------------------- |
| Positie:                               | 3                                      | 2                                      | 5                                      | 5                                      | 5                                      | 7                                      | 5                                      | 7                                      | 7                                      | 6                                      | 7                                      | 9                                      | 11                                     | 16                                     | 10                                     | 23                                     |
| Week:                                  | 17                                     | 18                                     | 19                                     | 20                                     | 21                                     | 22                                     | 23                                     | 24                                     | 25                                     |                                        |                                        |                                        |                                        |                                        |                                        |                                        |
| Positie:                               | 23                                     | 21                                     | 25                                     | 24                                     | 35                                     | 22                                     | 35                                     | 40                                     | 50                                     | uit                                    |                                        |                                        |                                        |                                        |                                        |                                        |